# Emil Molt
Emil Molt, född 14 april 1876 i Schwäbisch-Gmünd, Baden-Württemberg, död 16 juni 1936 i Stuttgart, grundare av Waldorfskolan.